# Dicranomyia arthuriana
Dicranomyia arthuriana är en tvåvingeart som beskrevs av Alexander 1924. Dicranomyia arthuriana ingår i släktet Dicranomyia och familjen småharkrankar. Inga underarter finns listade i Catalogue of Life.